# Silang
Silang est une municipalité de la province de Cavite, aux Philippines.